# Charles-Grégoire de Mecklembourg
Le duc Charles-Grégoire de Mecklembourg (en allemand : Carl Gregor von Mecklenburg), né le 14 mars 1933 au château de Remplin en État libre de Mecklembourg-Schwerin et mort le 23 juillet 2018 dans la Villa Silberburg à Hechingen en Allemagne, est un historien de l'art, mécène et musicien allemand, descendant des  grands-ducs de Mecklembourg-Strelitz. Il est aussi peintre amateur.

## Biographie
Charles-Grégoire de Mecklembourg est le fils cadet du duc Georges de Mecklembourg (1899-1963) et de sa première épouse Irène Raïevskaïa (veuve Tolstoï) (1892-1955). Il passe ses premières années au château de Remplin qui est incendié par les nazis en 1940 et son père déporté au camp de concentration de Sachsenhausen en février 1944. Le jeune garçon vit alors avec sa famille à partir de mars à Sigmaringen à l'invitation de la princesse Marguerite de Hohenzollern.
Le jeune homme se passionne pour l'art et fait des études de musique, d'histoire de l'art et d'histoire au conservatoire de Constance et à l'université Eberhard Karl de Tübingen dont il sort en 1964. Il est docteur d'histoire de l'art en 1968. Il est ensuite enseignant à Stuttgart et à Tübingen.
De 1974 à sa retraite en 1992, Charles-Grégoire de Mecklembourg est conservateur du musée diocésain de Rottenburg am Neckar.
Il épouse en 1965 la princesse Marie Marguerite de Hohenzollern (1928-2006), fille du prince François-Joseph de Hohenzollern. Ils n'eurent aucune descendance.
Charles-Grégoire de Mecklembourg est l'auteur de plusieurs ouvrages reconnus d'histoire de l'art et de musicographie.